# Darwinius
A Darwinius a főemlősök 2009-ben leírt neme. Eddig egyetlen faja, a Darwinius masillae ismert, amely 47 millió éve, az eocén kor lutéciai szakaszában a mai Németország (közelebbről Frankfurt am Maintól 35 km-re délkeletre, Messel falunál) területén élt. A faj típuspéldányát, az Idának nevezett kövületet 1983-ban találták meg, de egészen 2007-ig nem került szakértő kezébe. A finomszemű palába zárt fosszília rendkívül jó állapotban maradt fenn, 95%-ban ép, csak a bal hátsó láb hiányzik.
A típuspéldány fiatal nőstény (péniszcsont hiánya miatt), körülbelül nyolc hónapos az őrlőfogak alapján. 58 cm-es teljes hosszúságú, farok nélkül 24 cm. Korát tekintve úgy becsülik, hogy felnőtt méretének 80–85%-át érhette el. Fogazata alapján fákon élt, leveleket és magokat fogyasztott. A béltartalom elemzése szintén ezt mutatta. Franzen, a faj leírója a Notharctidae család Cercamoniinae alcsaládjába sorolta, ami a faj erősen átmeneti jellegét mutatja. A rendszerbe sorolása egyelőre vitatott.
Éppígy erősen vitatott a főemlősök törzsfáján való elhelyezkedése is. Seiffert 2009-es tanulmányában a tarzuszmajmok és lórifélék önálló ágába sorolta, amelyek már a paleocén folyamán elkülönültek az összes többi főemlőstől.
Halálának oka valószínűleg fulladás volt, mivel a pala, amiben megőrződött tavi üledék.

## Lásd még
Az emberfélék fosszíliáinak listája